# Montmort-Lucy

Montmort-Lucy este o comună în departamentul Marne, Franța. În 2009 avea o populație de 589 de locuitori.